# Seraphina Kalze
Seraphina „Fine“ Kalze (* 19. Juni 1983 in Halle (Saale)) ist eine deutsche Fernsehmoderatorin und Sängerin.

## Karriere
Seraphina Kalze wurde an der Moderatorenschule LOGO Institut Berlin und der ARD.ZDF medienakademie ausgebildet. Von 2003 bis 2016 arbeitete sie im Hörfunk u. a. bei MDR Jump, MDR Sputnik, Fritz (RBB), und Dasding (SWR).
Seit 2009 ist sie im Fernsehen als Moderatorin, Reporterin und Autorin tätig, zunächst beim MDR bzw. der ARD, seit 2016 bei Kabel Eins. Dort moderiert sie zusammen mit Tommy Scheel werktäglich das Magazin Abenteuer Leben.
Kalze ist auch als Erzählerin von „Flachwitzen“ bekannt, die sich insbesondere in den sozialen Netzwerken großer Beliebtheit erfreuen.
Musikalisch begann sie mit der Mädchen-Schlager-Band Die Himmelsstürmer. Mit The Admirals veröffentlichte sie 2007 das kommerziell erfolgreiche Lied Männer! 2021 nahm sie die Singles Du gibst mir Kraft und Auf und davon sowie 2023 mit der Band Leichtmatrose Liebe 2k23 auf.
2024 veröffentlichte sie bei Hoffmann und Campe den Erlebnisbericht Das Leben ist zu kurz für ein langes Gesicht. Mein Vater und ich auf der Suche nach dem Glück. Darin schildert sie die drei gemeinsamen Jahre mit ihrem Vater, in denen sie ihn nach seinem schweren Schlaganfall bei sich in der Familie pflegt, bis er wieder, weiterhin pflegerisch betreut, in einer eigenen Wohnung leben kann.

## Privates
Seraphina Kalze ist verheiratet und hat zwei Kinder. Sie lebt in Hamburg-Ottensen.